# Hôtel de ville de Veere
L'hôtel de ville de Veere est un monument historique de style gothique construit entre 1474 et 1477.

## Description
La façade en pierre de l'hôtel de ville est précédée d'un perron datant du XIXe siècle, elle est surmontée d'un toit en ardoise percé de nombreuses lucarnes. La façade est flanquée à ses extrémités de deux tourelles de plan octogonal, ajourées de trois rangées de petites fenêtres. Les deux étages de la façade sont séparés visuellement par sept niches saillantes abritant des statues de dames et de seigneurs de Veere : Henri, Jacqueline, Adolphe, Charlotte, Wolfard, Jeanne et Philippe. Le beffroi, couronné par un dôme bulbeux, date de 1595 et renferme un carillon.